# Õismäe
Õismäe est un quartier du district de  Haabersti à Tallinn en Estonie.

## Description
En 2019, Õismäe compte 26 536 habitants.
Sa superficie est de 1,78 km2.
Õismäe est situé sur les rives de la baie de Kopli et borde les quartiers de Kakumäe, Vismeistri, Pikaliiva, Haabersti et Rocca al Mare. 
Les rues du quartier sont : Lõuka tänav, Lee tänav, Tulekivi tänav, Hälli tänav, Selja tänav, Kätki tänav, Merekalju tänav, Merirahu tänav, Paljandi tänav, Rannamõisa tee, Taela tänav, Tanuma tänav, Tuleraua tänav, Tuluste tänav, Umboja tänav, Vabaõhumuuseumi tee et Vana-Rannamõisa tee.

## Population
| 2008 | 2010 | 2011 | 2012  | 2013  | 2014  |
| ---- | ---- | ---- | ----- | ----- | ----- |
| 852  | 942  | 982  | 1 051 | 1 074 | 1 117 |

| 2015  | 2016  | 2017  | 2018  | 2019  | 2020  |
| ----- | ----- | ----- | ----- | ----- | ----- |
| 1 210 | 1 234 | 1 242 | 1 263 | 1 244 | 1 234 |

| 2021  | 2022  | - | - | - | - |
| ----- | ----- | - | - | - | - |
| 1 241 | 1 300 | - | - | - | - |

## Paysage urbain
Õismäe est une ville-jardin composée principalement de maisons individuelles. La tourbière d'Õismäe est située sur la colline Õismäe, qui s'est formée il y a environ 1000 ans. La tourbière est entourée de fossés limitrophes et aujourd'hui, la majeure partie de la tourbière a été drainée. 
La marina Merirahu se trouve sur le territoire du quartier.

## Galerie

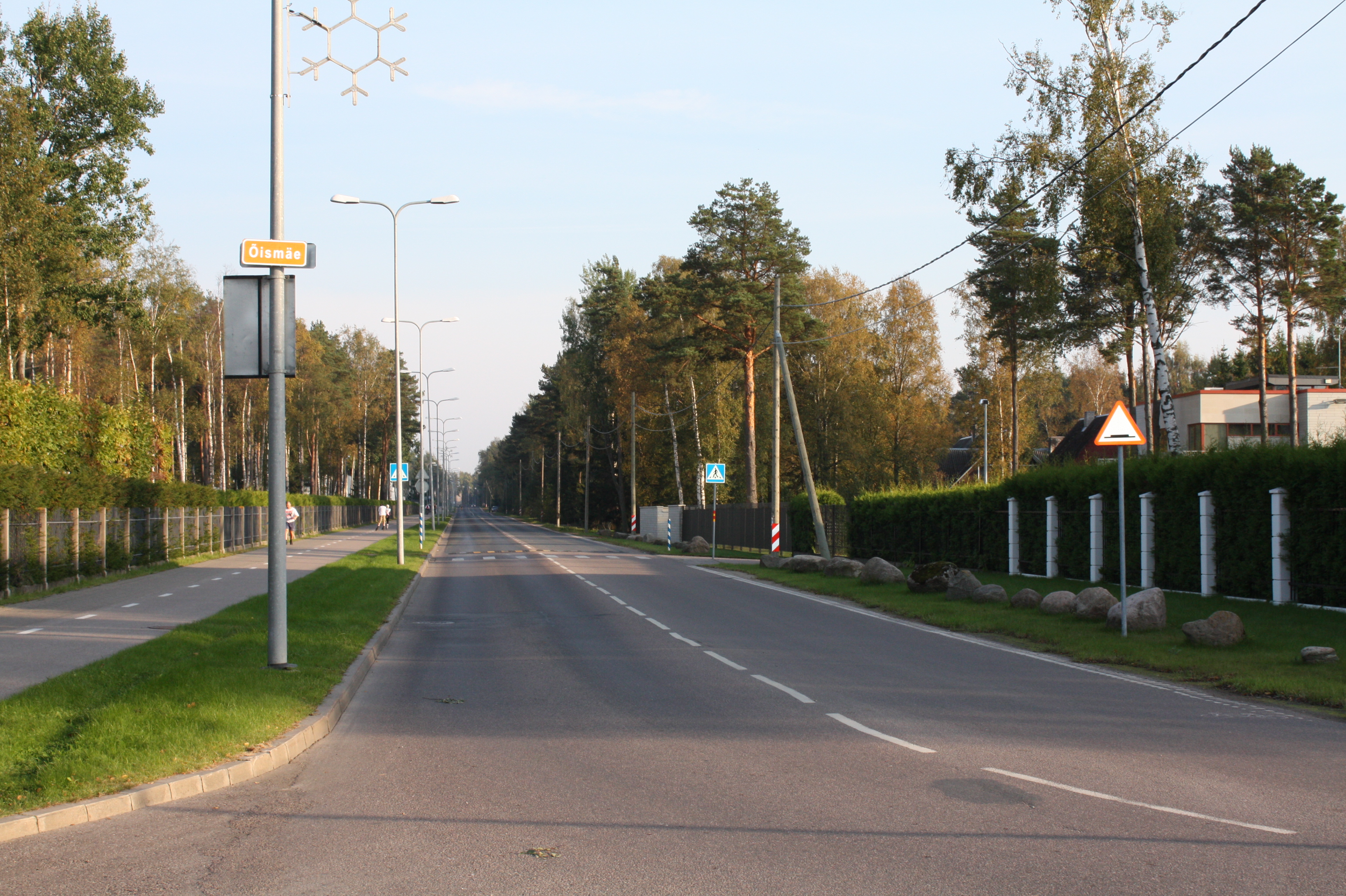
Entrée du quartier.
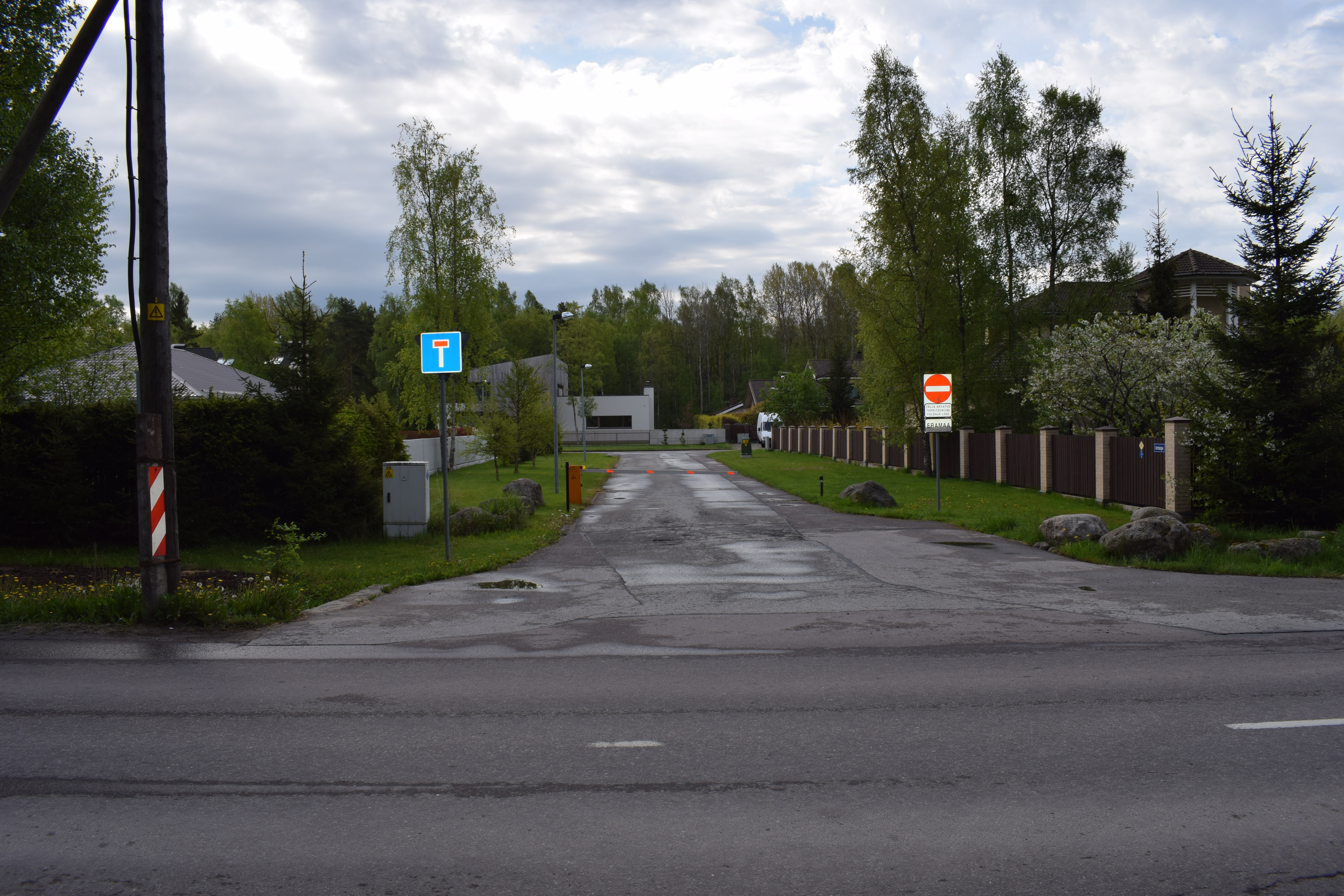
Umboja tänav.
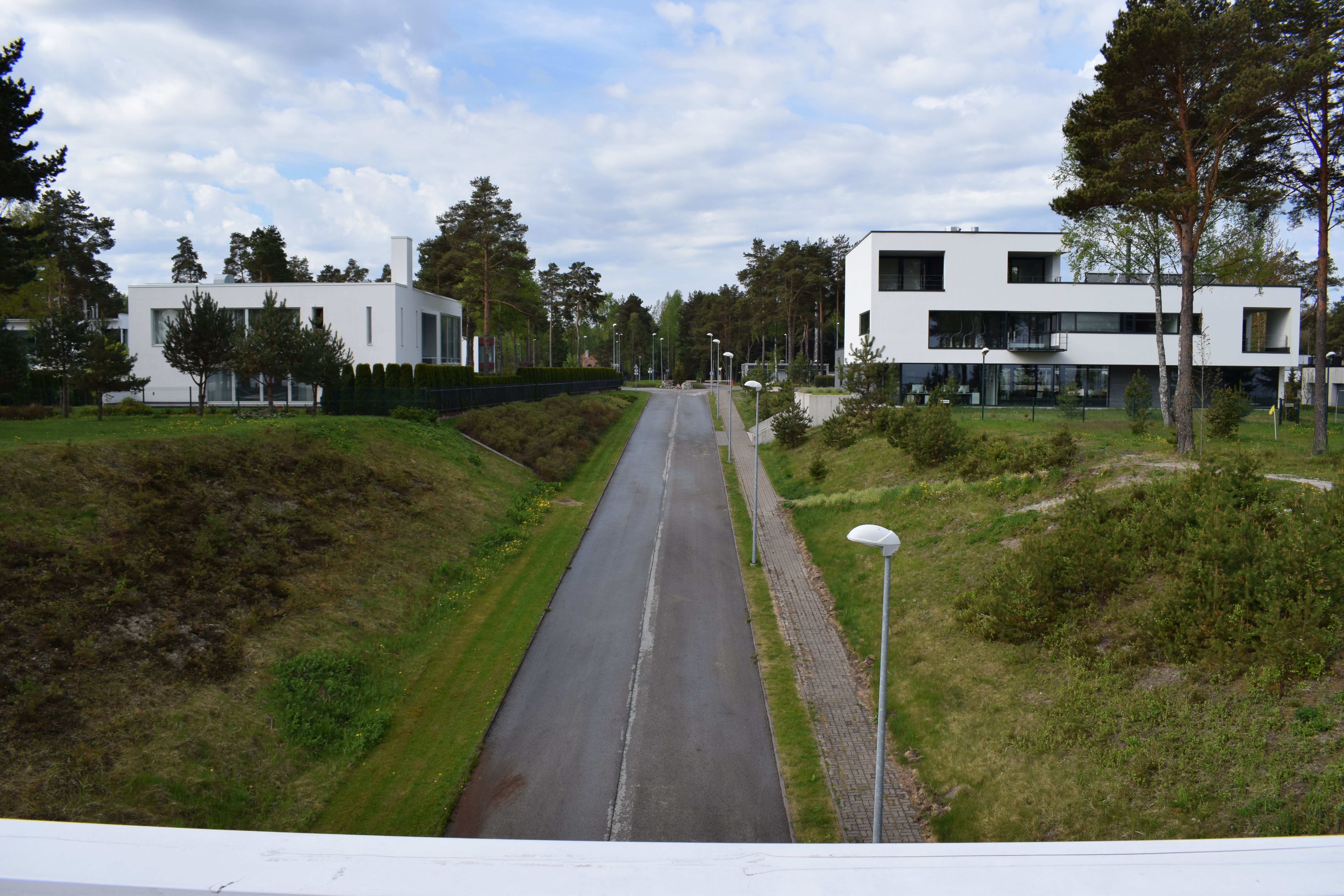
Merirahu tänav.
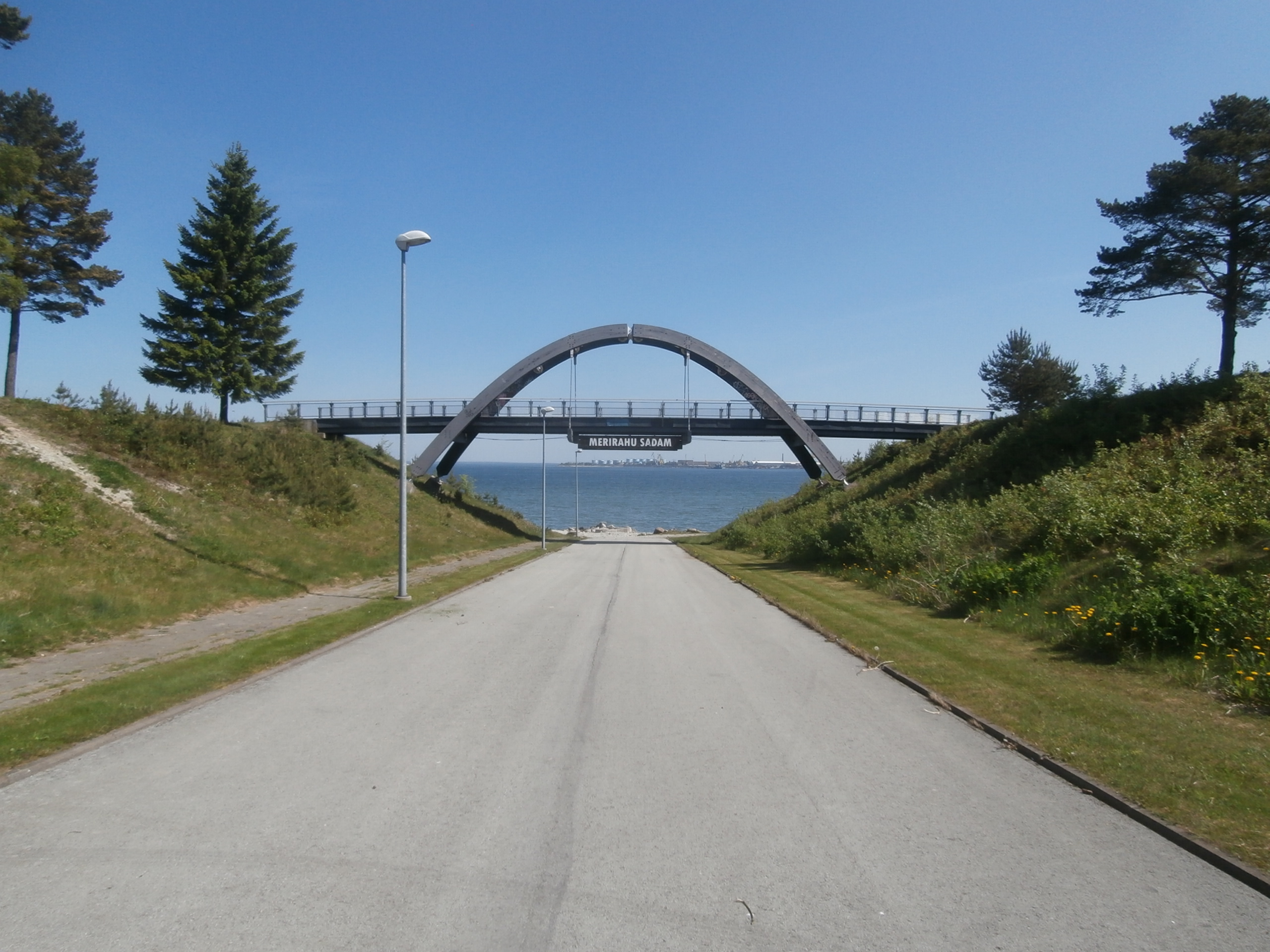
Route du port de Merirahu.
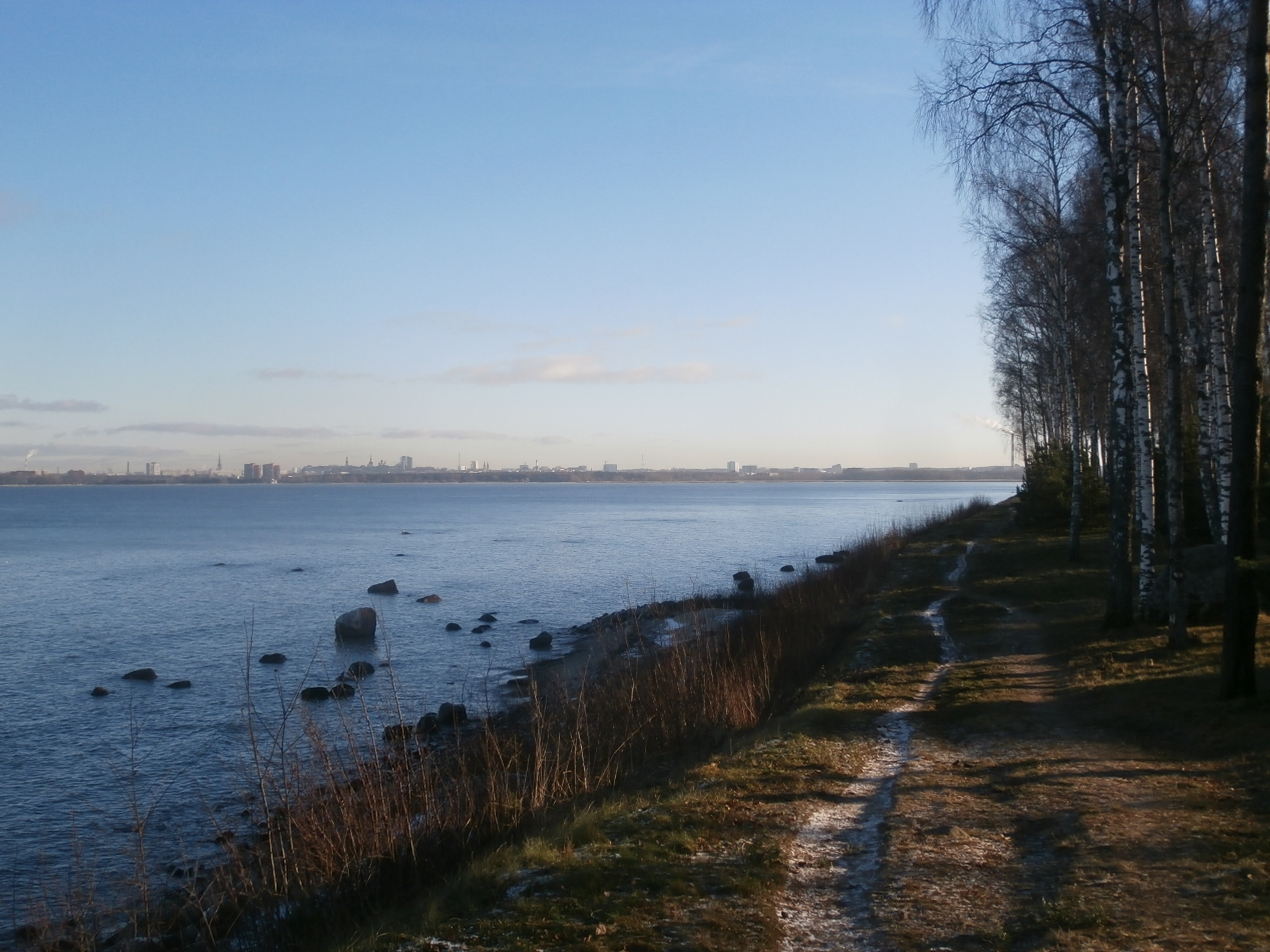
Baie de Kopli.